# Stora Enso
Het Fins-Zweeds concern Stora Enso is op basis van productiecapaciteit de op één na grootste bosbouwonderneming ter wereld alsook een van de grootste papier- en verpakkingsproducenten. Anno 2017 ligt de hoofdzetel in Helsinki, Finland. Stora Enso is de oudste naamloze vennootschap ter wereld en gaat terug tot 1288, toen bij de opstart van de mijn in Falun acht aandelen werden uitgeschreven.

## Activiteiten
Stora Enso realiseerde in 2021 een omzet van 10,2 miljard euro. Hout is een belangrijke grondstof en Stora Enso heeft 2 miljoen hectare bosland in eigendom of kan daar langdurig over beschikken. Deze bossen leveren zo'n 30% van het hout wat Stora Enso in de eindproducten verwerkt. In 2014 was het bedrijf actief in 40 landen op vijf continenten met een productiecapaciteit van 13,1 miljoen ton papier en karton alsook 7,5 miljoen m³ houtsnipperproducten waarvan 3,2 miljoen m³ intern verwerkt worden.
Europa is de belangrijkste geografische markt, hier wordt driekwart van de omzet gerealiseerd. Er werken ruim 22.000 mensen bij het bedrijf per jaareinde 2021, waarvan de meeste in Finland, Zweden, de Volksrepubliek China en Polen. In 2006 bestond nog 70% van de omzet uit papier, maar dit aandeel is gedaald naar iets minder dan 20% in 2021. In 2021 leverde de productie en verkoop van karton en verpakkingsmiddelen de grootste bijdrage aan de omzet.
Bij de productie komt ook koolstofdioxide vrij. Stora Enso heeft als doel de CO2-uitstoot in 2030 te halveren ten opzichte van het basisjaar 2019. In dat jaar was de som van de scope 1 en 2 uitstoot 2,35 miljoen ton. Tussen 2006 en 2009 viel de uitstoot scherp terug van 6,5 miljoen ton naar 3,6 miljoen ton per jaar en nadien is de teruggang veel geleidelijker.
De Stora Enso aandelen worden op de beurzen van Helsinki (deel van de OMX Helsinki 25 index) en Stockholm verhandeld. Het bedrijf heeft twee soorten aandelen met als belangrijkste verschil het stemrecht. Een A aandeel heeft 10 maal meer stemrecht dan een R aandeel. 

## Geschiedenis
Stora Enso ontstond uit de fusie van het Zweedse bedrijf Stora en het Finse Enso in 1998.

### Geschiedenis van Stora

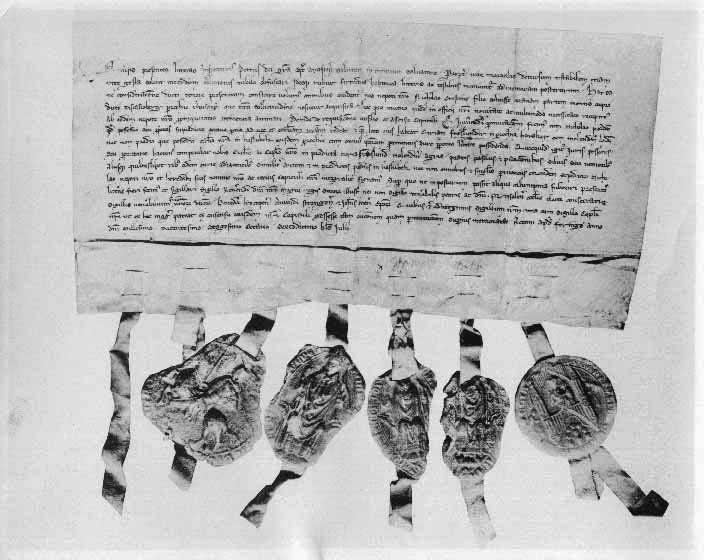
1/8 aandeel in de Falun-kopermijn unit 1288

In 1288 werd het eerste aandeel uitgegeven in het Zweedse kopermijnbouwbedrijf Stora Kopparberg ("grote koperberg") in Falun. Het gaf de bisschop van Västerås een belang van 12,5% in de mijn en dit is het oudste bewaarde aandeel ter wereld. In de 17e eeuw produceerde de mijn zo'n twee derde van al het koper wereldwijd. In de 18e eeuw raakte de mijn uitgeput en in 1731 kocht het bedrijf zijn eerste ijzerertsmijn. Omstreeks 1860 was ijzererts economisch belangrijker voor het bedrijf dan koper.
Stora Kopparbergs Bergslags AB werd in 1862 opgericht en nam de activiteiten over. Tegen het einde van de 19e eeuw verschoof de aandacht geleidelijk van de mijnbouw naar de bosbouw. In de jaren zeventig werden de meeste mijnbouw- en staalactiviteiten afgestoten en ging het bedrijf zich helemaal richten op de bosbouw en daaraan gerelateerde activiteiten zoals de hout-, pulp- en papierproductie. In 1984 werd de bedrijfsnaam ingekort tot Stora AB.
In 1997, het jaar vóór de fusie met Enso, telde Stora 20.400 werknemers en realiseerde een omzet van SEK 44,5 miljard. Het bedrijf bezat toen 2,3 miljoen hectare bos, waarvan 1,6 miljoen hectare in Zweden en de rest in Canada, Portugal en Brazilië. Het produceerde ook 7,5 TWh aan elektriciteit, voornamelijk door de inzet van waterkrachtcentrales.

### Geschiedenis van Enso
Enso-Gutzeit Oy werd in de 19e eeuw in Noorwegen opgericht als W. Gutzeit & Co. door Wilhelm Gutzeit. Zijn zoon Hans verhuisde het bedrijf naar Finland, waar het uitgroeide tot het grootste bosbouwbedrijf van het land. In 1986 werd A. Ahlström Osakeyhtiö overgenomen. Pas in 1996 vond de fusie plaats en de combinatie ging verder als Enso.

### Geschiedenis van Stora Enso
Kort na de fusie nam Stora Enso in 2000 de Noord-Amerikaanse pulp- en papierfabrikant Consolidated Papers over voor 4,9 miljard euro. Door de overname werd Stora Enso de grootste producent van karton en papier ter wereld met een gecombineerde omzet van 12,4 miljard euro en een productiecapaciteit van 15 miljoen ton per jaar. De overname was geen succes en in september 2007 werden de Noord-Amerikaanse activiteiten verkocht aan NewPage Corporation. NewPage betaalde 2,5 miljard dollar en Stora Enso kreeg een 20% aandelenbelang in NewPage. Verder werden enkele fabrieken verkocht of gesloten in Finland, Zweden en Duitsland.
In 2009 ging Stora Enso een joint venture aan in Uruguay, genaamd Montes del Plata. Stora Enso en partner Arauco uit Chili hebben allebei 50% van de aandelen. Bij de houtpulpfabriek ligt 145.000 hectare met snelgroeiende eucalyptusbomen. De productie begon in juni 2014. Per jaar wordt zo’n 1,4 miljoen ton pulp gemaakt vooral voor exportmarkten en er zijn zo'n 1100 werknemers actief.
In 2010 verwierf Stora Enso een aandelenbelang van 30% in de Chinese verpakkingsmiddelenfabrikant Inpac. Het belang werd later verhoogd tot 51% en in 2016 kreeg het 90% van de aandelen in handen. In september 2012 tekende het een overeenkomst met Packages Ltd., het grootste verpakkingsbedrijf van Pakistan, om de joint venture Bulleh Shah Packaging Ltd. op te richten. Stora Enso kreeg 35% van de aandelen. In 2017 werd het belang terugverkocht aan Packages Ltd. met een boekverlies van 19 miljoen euro.
Op 8 september 2022 werd de overname aangekondigd van De Jong Packaging Group, een grote producent van golfkarton in de Benelux. De Jong Packaging Groep heeft 17 vestigingen in Nederland, België, Duitsland en het Verenigd Koninkrijk en er werken ongeveer 1300 mensen. De totale productiecapaciteit voor golfkarton komt uit op meer dan 2 miljard m² in 2025. De overnamesom is zo'n 1020 miljoen euro, inclusief schulden en leases. De transactie werd goedgekeurd, personeel geraadpleegd en vergunningen verkregen en begin 2023 werd de overname definitief afgerond.

## Legionella-uitbraak
In mei 2019 was de papierfabriek van Stora Enso in de Gentse kanaalzone betrokken bij een uitbraak van legionellose in Evergem (Oost-Vlaanderen). Een van de koeltorens van het bedrijf bleek besmet te zijn met de legionellabacterie en verspreidde deze in de lucht waardoor 32 mensen geïnfecteerd raakten. Een aantal van hen werden in het ziekenhuis opgenomen en twee mensen overleden aan de besmetting. Het bedrijf maakte zelf bekend dat het als veroorzaker geïdentificeerd was. De betrokken koelinstallaties werden ontsmet en opgevolgd door het Agentschap Zorg en Gezondheid van de Vlaamse overheid. Er werd ook een gerechtelijk onderzoek geopend om na te gaan of het bedrijf alle voorzorgsmaatregelen respecteerde.

## Trivia
- Het mijngebied van de grote Koperberg, waaronder de Falun-kopermijn, is in 2001 opgenomen op de Werelderfgoedlijst van de UNESCO.